# Équipe de France de basket-ball en 1945
L'Équipe de France de basket-ball en 1945.

## Les matches
| Date            | Lieu      | Adversaire | Score   | Compétition | Meilleurs marqueurs (France) |
| 14 octobre 1945 | Bruxelles | Belgique   | D 42-30 | A           | René Rival (14)              |

D : défaite, V : victoire
A : Amical

## L'équipe
- Sélectionneur :
- Assistants :

| Poste | Joueur             | Nombre matchs | Nombre points | Club(s) 1945 |
| -     | André Barrais      | 1             | 0             | -            |
| -     | René Chocat        | 1             | 5             | -            |
| -     | Émile Frézot       | 1             | 0             | -            |
| -     | Wladimir Fabrikant | 1             | 0             | -            |
| -     | Maurice Girardot   | 1             | 0             | -            |
| -     | René Goalard       | 1             | 0             | -            |
| -     | Henri Lesmayoux    | 1             | 6             | -            |
| -     | René Rival         | 1             | 14            | -            |
| -     | Étienne Roland     | 1             | 2             | -            |
| -     | André Tartary      | 1             | 2             | -            |

## Sources et références
- CD-rom : 1926-2003 Tous les matchs des équipes de France édité par la FFBB.